# Dysidea ramoglomerata
Dysidea ramoglomerata är en svampdjursart som beskrevs av Carter 1887. Dysidea ramoglomerata ingår i släktet Dysidea och familjen Dysideidae.
Artens utbredningsområde är havet utanför Myanmar.

## Underarter
Arten delas in i följande underarter:
- D. r. ramotubulata
- D. r. granulata